# Franco Cortese
Franco Cortese (Oggebbio, 10 febbraio 1903 – Milano, 13 novembre 1986) è stato un pilota automobilistico italiano. Fu il primo pilota e collaudatore della Ferrari. Detiene un record, partecipò a 14 Mille Miglia (1927-1956).

## Biografia
Iniziò la sua carriera nell'Itala (1926), quindi guidò le vetture di molte Case automobilistiche, tra cui l'Alfa Romeo, la Maserati, la Bugatti e la Ferrari. Con la Maserati partecipò alla classe voiturette (1937-1939). Nel 1938 conquistò il Campionato italiano Vetture Sport. Fondò la Scuderia Ambrosiana con Giovanni Lurani, Luigi Villoresi ed Eugenio Minetti (1937).
Franco Cortese divenne famoso per la sua collaborazione con la Ferrari (1947-1951), di cui fu il primo pilota e collaudatore, guidando una Ferrari 125 S. Le sue principali vittorie furono nel 1947 al Gran Premio di Roma, al Circuito di Vercelli, al Circuito di Vigevano ed al Circuito di Varese. Nel 1950 vinse il Gran Premio di Napoli, e nel 1951 si aggiudicò con la Frazer Nash la Targa Florio, ed ancora con la Ferrari nel 1956 vinse il campionato italiano per le vetture con cilindrata 2 l con una Ferrari 500